# Колберт (округ, Алабама)
34°40′36″ пн. ш. 87°49′02″ зх. д. / 34.676666666667° пн. ш. 87.817222222222° зх. д.
 Колберт (англ. Colbert County) — округ (графство) у штаті Алабама. Ідентифікатор округу 01033.

## Історія
Округ утворений 1867 року.

## Демографія
За даними перепису 2000 року
загальне населення округу становило 54984 осіб, зокрема міського населення було 29211, а сільського — 25773.
Серед мешканців округу чоловіків було 26311, а жінок — 28673. В окрузі було 22461 домогосподарство, 16038 родин, які мешкали в 24980 будинках.
Середній розмір родини становив 2,92.
Віковий розподіл населення поданий у таблиці:
| Стать    | До 15 років | 15-21 | 22-29 | 30-39 | 40-49 | 50-65 | 65-85 | Понад 85 |
| -------- | ----------- | ----- | ----- | ----- | ----- | ----- | ----- | -------- |
| Чоловіки | 5530        | 2459  | 2546  | 3740  | 3939  | 4630  | 3208  | 259      |
| Жінки    | 5291        | 2448  | 2651  | 3909  | 4182  | 5166  | 4329  | 697      |

На 1 квітня 2010 року населення округу становило 54 428 осіб. Населення за 10 років зменшилося на 1 %.

## Суміжні округи
- Лодердейл — північ
- Лоуренс — південний схід
- Франклін — південь
- Тішомінґо, Міссісіпі — захід

## Виноски
1. ↑  U.S. Decennial Census. United States Census Bureau. Архів оригіналу за 26 квітня 2015. Процитовано 16 травня 2014.
2. ↑  Historical Census Browser. University of Virginia Library. Архів оригіналу за 11 серпня 2012. Процитовано 16 травня 2014.
3. ↑  Population of Counties by Decennial Census: 1900 to 1990. United States Census Bureau. Архів оригіналу за 24 вересня 2015. Процитовано 16 травня 2014.
4. ↑  Census 2000 PHC-T-4. Ranking Tables for Counties: 1990 and 2000 (PDF). United States Census Bureau. Архів оригіналу (PDF) за 18 грудня 2014. Процитовано 16 травня 2014.
5. ↑  State & County QuickFacts. United States Census Bureau. Архів оригіналу за 17 травня 2014. Процитовано 16 травня 2014.(англ.) Наведено за англійською вікіпедією.
6. ↑  American FactFinder. Бюро перепису населення США. Архів оригіналу за 29 липня 2011. Процитовано 31 січня 2008.
7. ↑  Колберт на сайті «Open-Public-Records» [Архівовано 15 квітня 2012 у Wayback Machine.](англ.)

| США | Це незавершена стаття з географії США. Ви можете допомогти проєкту, виправивши або дописавши її. |